# Amyclas fils d'Amphion
Pour les articles homonymes, voir Amyclas.
Selon une légende spécifiquement argienne, Amyclas (en grec ancien Αμύκλας / Amúklas) est un des fils de Niobé et d'Amphion, le seul des garçons à échapper au massacre perpétré par Artémis et Apollon pour venger leur mère Léto (voir l'article Niobides). Avec sa sœur Mélibée, surnommée à la suite de cette épreuve Chloris (« Blême »), ils parviennent à force de prières à fléchir Léto et sont épargnés ; en remerciement, ils fondent ensemble son premier temple à Argos.
Il est néanmoins absent des autres traditions connues, et ne figure pas dans les listes d’Apollodore, d’Hygin ou d’Ovide.